# Schlacht um Warschau (1831)

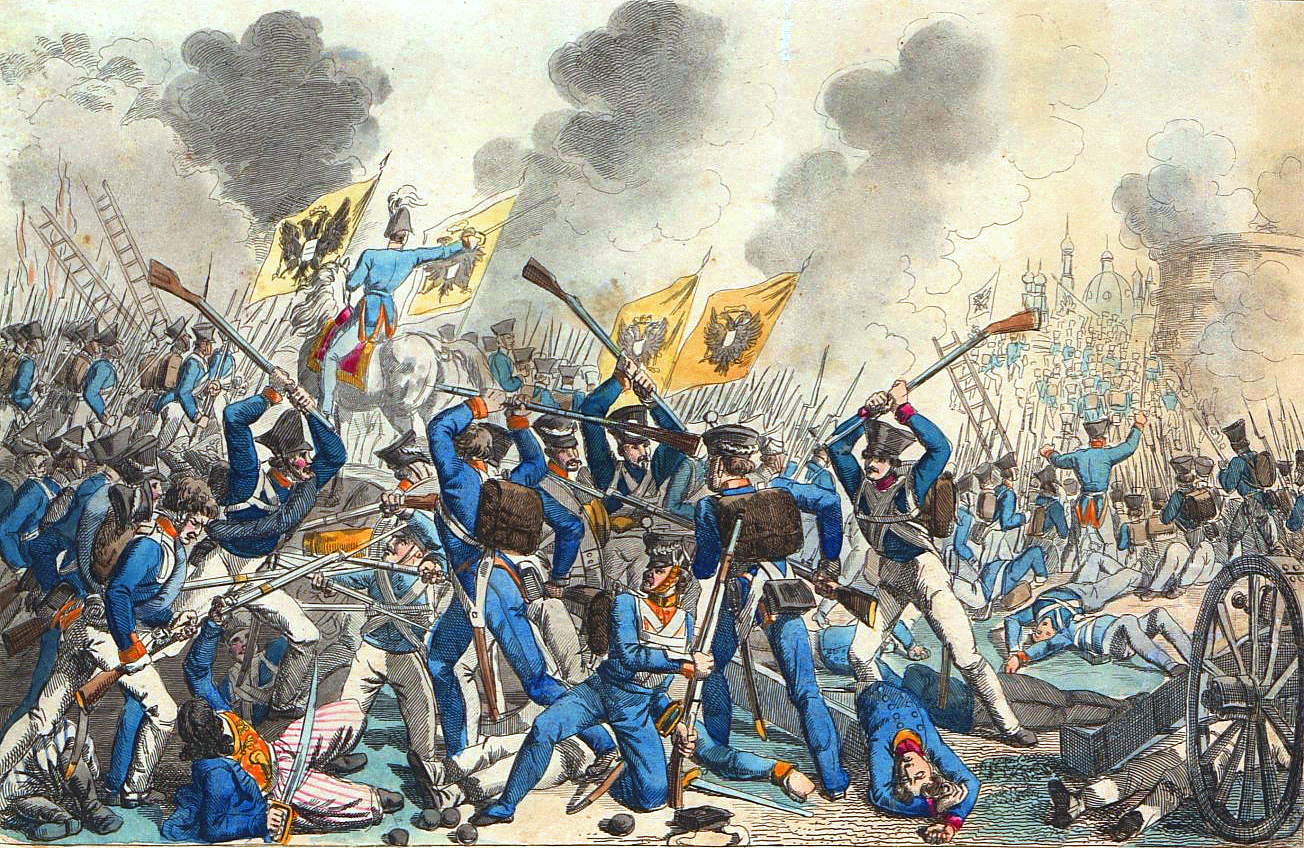
Russischer Angriff auf Warschau

Die Belagerung von Warschau von 20. August bis 8. September 1831 gipfelte am 6. September mit der Schlacht um Wola. Die Auseinandersetzung stellte die letzte große Militäroperation des Novemberaufstands dar. Die Polen mussten am 8. September gegenüber der russischen Übermacht kapitulieren, die anschließend Warschau besetzten.
Stoczek ·
Wawer ·
Białołęka · 
Grochów · 
Dębe Wielkie ·
Iganie ·
Ostrołęka · 
Rajgród · 
Kałuszyn ·
Miedzyrzec ·
Warschau (Wola)

## Hintergrund

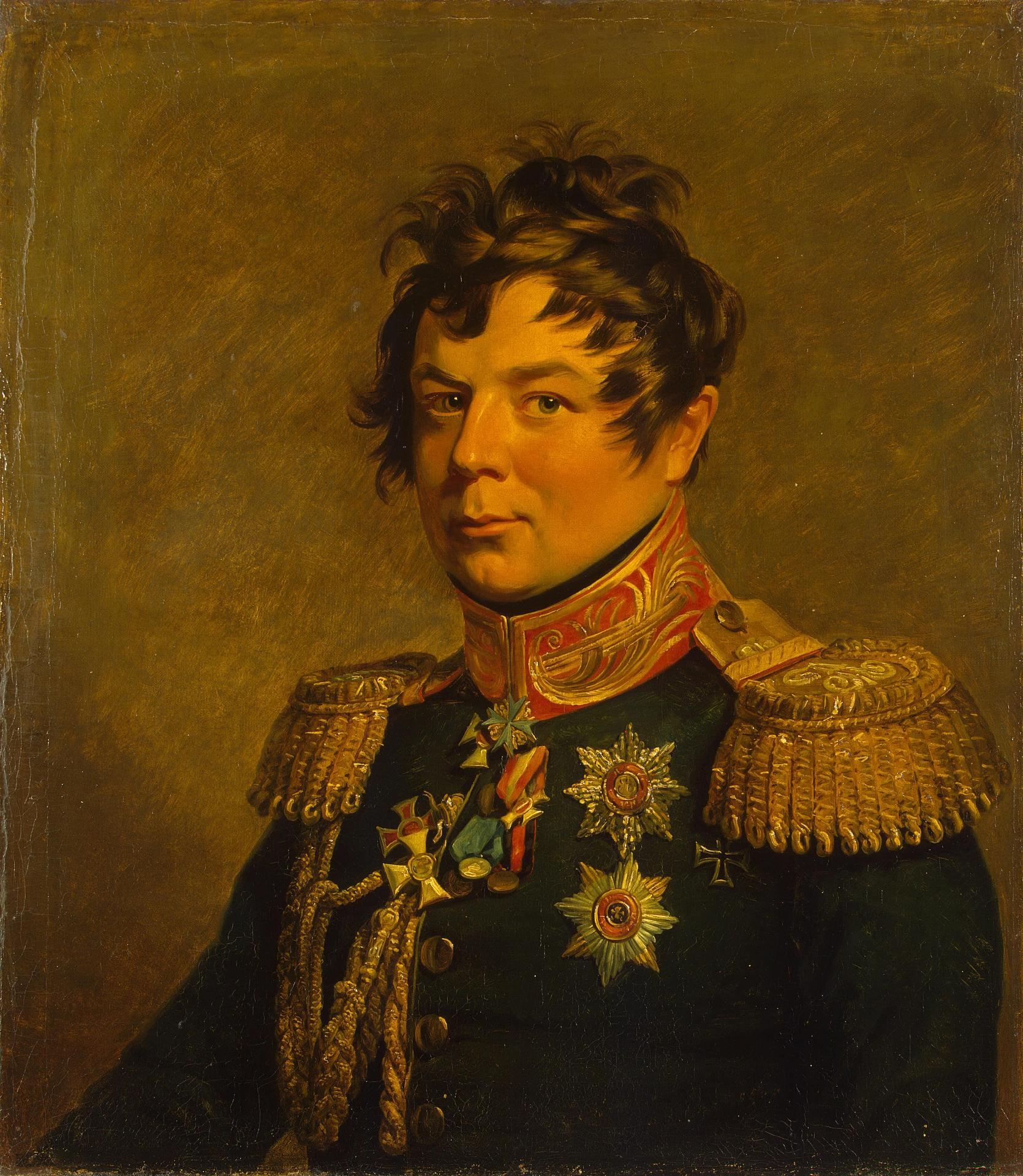
Hans Karl Friedrich Anton von Diebitsch-Sabalkanski

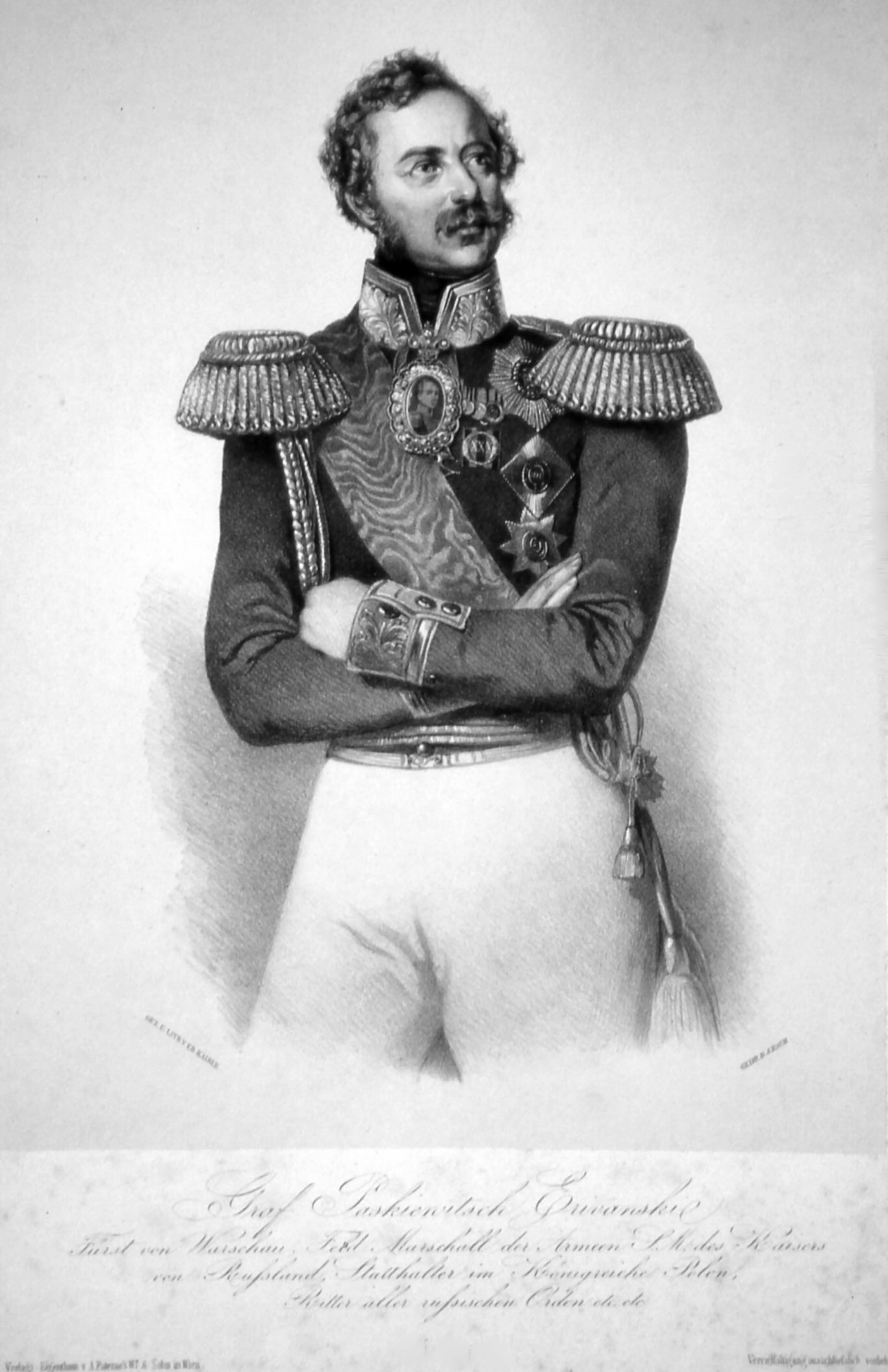
Der russische Oberbefehlshaber Graf Paskiewitsch

Die im Juli 1830 in Frankreich und Belgien ausbrechende Revolution bedrohte das Ergebnis der europäischen Politik, welche die absolutistischen Monarchen am Wiener Kongress festgelegt hatten. Die Absetzung des Zaren Nikolaus I. als König von Polen wurden vom Sejm und Senat von Polen am 25. Januar 1831 beschlossen. Der russische Zar war der stärkste Befürworter der Vereinbarungen von 1815 und sah sich berechtigt den Aufstand der Polen militärisch nieder zuwerfen. Im Februar 1831 versuchten russische Truppen unter Feldmarschall von Diebitsch erstmals über den östlichen Vorort Praga nach Warschau einzubrechen. Nach der am 25. Februar östlich der Stadt geschlagenen Schlacht bei Grochów, konnte sich die polnische Hauptarmee intakt nach Warschau zurückziehen. Nicht imstande, Warschau durch einen Frontalangriff zu nehmen, versuchten die russischen Truppen unter Diebitsch die Stadt großräumig zu überflügeln und vom Westen her anzugreifen. Am 26. Mai 1831 wurden die Polen unter General Skrzynecki in der Schlacht bei Ostrołęka  entscheidend geschlagen.
Eine zwischen dem 16. Mai und 20. August wütende Epidemie brachte den russischen Heer alleine vor Warschau, Verluste von 4734 Erkrankten und 2524 Toten. Feldmarschall Diebitsch erlag der Cholera am 10. Juni in Kłaczkowo. Der neu ernannte Oberbefehlshaber, Feldmarschall Paskewitsch ließ bei Nieszawa unweit Thorn die russische Hauptarmee vom 17. bis 19. Juli die Weichsel überschreiten und rückte zur Bzura vor. Am 21. Juli marschierten die Russen weiter über Gąbin in Richtung Warschau vor, die Avantgarde unter General de Witt gelangte am 1. August nach Łowicz. Das russische Korps des Generals Baron von Rosen (12.000 Mann mit 34 Kanonen) marschierte von Süden über Brest-Litowsk auf die polnische Hauptstadt und erreichte am 10. August die östliche Vorstadt Praga. Das Korps des Generals von Rüdiger (13.000 Mann mit 42 Kanonen) überquerte am 7. August die obere Weichsel bei Józefów und verband sich über Radom vorrückend mit dem Hauptheer. Die polnische Hauptarmee die auf das linke Ufer der Weichsel übergegangen war und bei Sochaczew konzentriert war, konnte die russischen Bewegungen nicht verhindern. Die russischen Divisionen unter General Gerstenzweig und Generalleutnant Kreutz trafen gegenüber demselben Ufer ein, während das polnische Heer immer weiter gegen die Hauptstadt zurückwich.

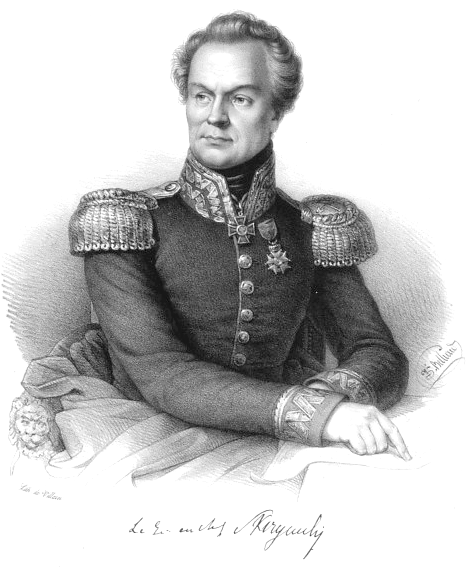
Jan Zygmunt Skrzynecki

Der neue Oberbefehlshaber der polnischen Armee, General Jan Skrzynecki, zögerte dem überlegenen Gegner eine Schlacht zu liefern. Stattdessen befahl er Warschau zu befestigten und erlaubte den Russen den ungehinderten Weichsel-Übergang. Skrzynecki glaubte in Warschau mehrere Wochen intakt standhalten zu können und wollte am Schluss eine entscheidende Schlacht gegen die Russen schlagen. Schon am 10. August wurde Skrzynecki aber zum Rücktritt gezwungen, General Henryk Dembiński wurde zum neuen Militärgouverneur von Warschau bestellt. Am 15. August brach in der Stadt ein Aufstand aus, bei dem zwischen 36 und 60 Menschen getötet wurden. Nach den Aufstand wurde General Jan Krukowiecki zum Generalgouverneur Warschaus ernannt und stellte als Präsident der neuen Regierung die Ordnung wieder her. In Warschau wohnten noch 175.000 Zivilisten und Flüchtlinge, im Arsenal lagerten 3 Millionen Schuss Gewehrmunition und 60.000 Kanonenkugeln, 200 Schuss pro Kanone waren vorhanden. Die Garnison in der bedrohten östlichen Vorstadt von Praga zählte 1361 Mann Infanterie und 524 Reiter.
Am 16. August wurden aus Warschau zwei Expeditionen abgesendet, eine mit etwa 4000 Reitern unter General Tomasz Łubieński in die Woiwodschaft Płock. General Lubienski sollte die Verbindung des russischen Hauptheeres nach Osten völlig unterbrechen und die zur Dämpfung des litauischen Aufstandes verwendeten russischen Truppen auf sich ziehen. Ein zweites polnisches Korps mit 16.000 Mann Infanterie, 4000 Reitern und 40 Geschützen sollte unter General Girolamo Ramorino gegen Brest-Litowsk operieren. Ramorinos Truppen sollten gegen General Rosen vorgehen, der bei Siedlec konzentrierte. Am 20. August rückten polnische Truppen unter Łubieński in Richtung Płock vor, durchbrachen die Einkreisung der Hauptstadt auf und brachten dringend benötigten Nachschub nach Warschau zurück. Andere polnische Truppen unter Jan Krukowiecki brachen bis Mitte August zu Dembińskis Hauptarmee durch und errichteten einen Brückenkopf am rechten Ufer der Weichsel. Die Streitkräfte unter Ramorino und Łubieński blieben auf dem rechten Ufer des Weichsel und bedrohten die dort stehenden russischen Truppen unter den Generalen Rosen und Rüdiger. Sie zwangen Paskiewitsch weitere Kräfte abzugeben, in der Podlasie besiegte das russische Corps von Rosen die Polen unter Ramorino in Gefechten bei Międzyrzec und Rogoźnica. Am 29. August waren Ramorinos Truppen gezwungen sich auf Siedlce zurückzuziehen, Rosens Truppen erlaubten den Rückzug auf Brest-Litowsk. Der Abzug regulärer Einheiten unter Ramorino und Lubienski schwächen die Verteidigungslinie von Warschau. Die Besatzung sank damit auf 28.000 reguläre Soldaten und 10.000 frische Truppen, zumeist schlecht ausgebildet und bewaffnet. Weitere 7000 Soldaten und 20 Kanonen sicherten die Flussübergänge.

## Beginn der Belagerung

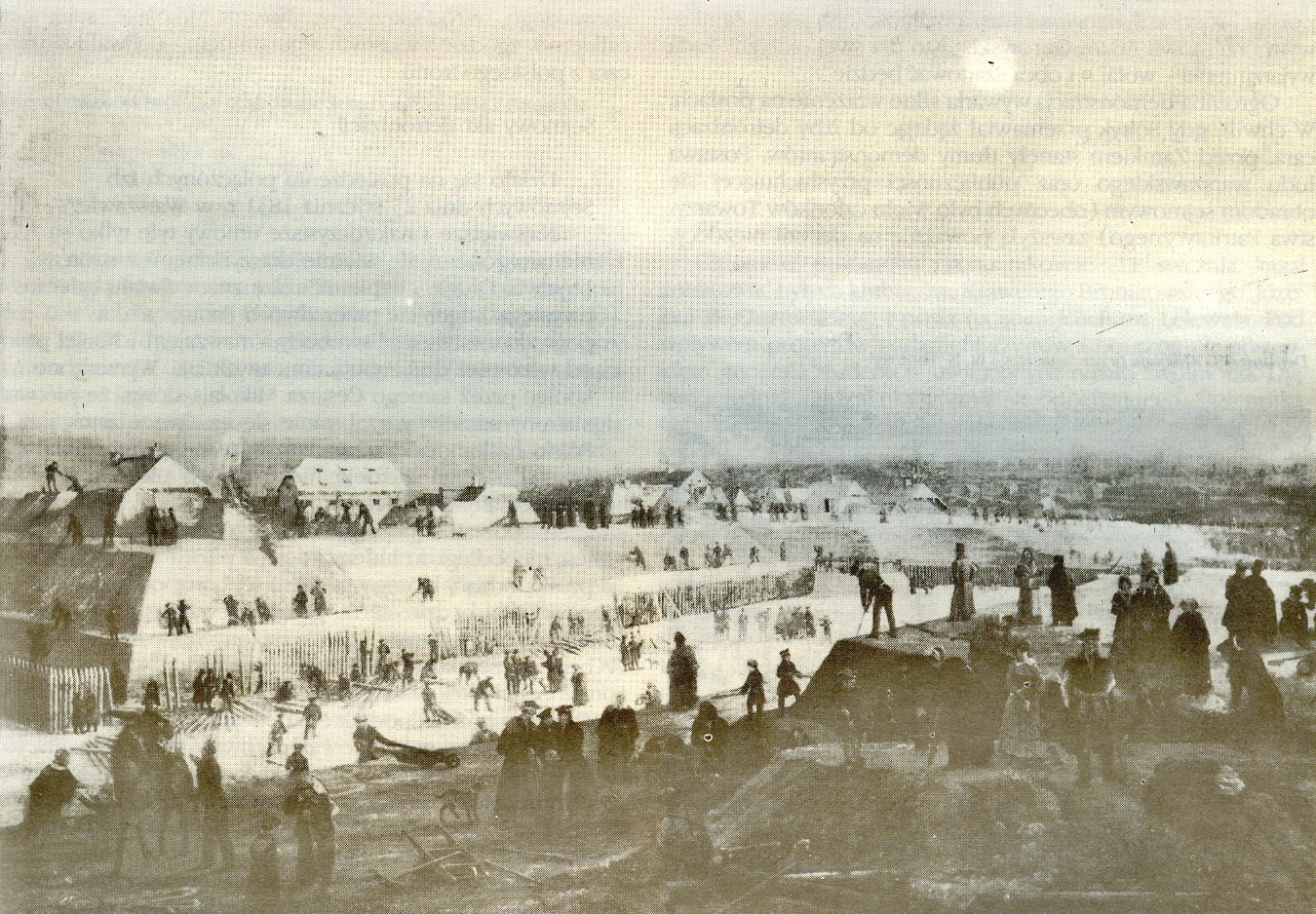
Befestigungsarbeiten in Warschau

Am 19. August, nach einem einzigen Gefecht mit der polnischen Nachhut (am 14. August bei Sognianow) hatte die Russen Warschau auf dem linken Ufer der Weichsel völlig eingeschlossen.
Feldmarschall Paskiewitsch hatte zwei Brücken bei Góra Kalwaria und Podgórze über die Weichsel für seine Versorgung gesichert.

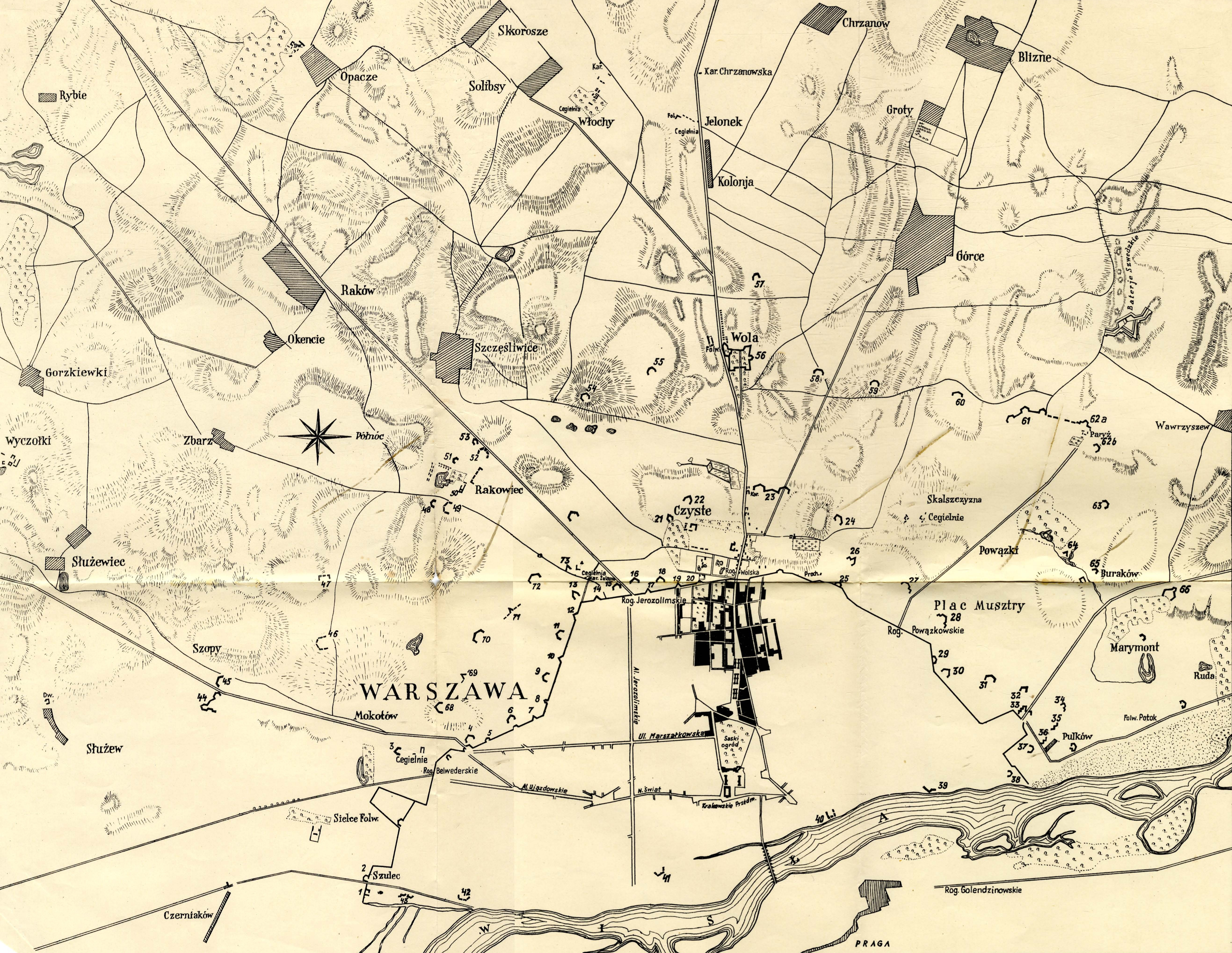
Die Befestigungen rund um Warschau

Das polnische Hauptquartier beschloss die äußere Verteidigungslinie von Warschau, auch vor den dicht besiedelten Gebieten anzulegen. 53 Prozent der Gebäude (3148 Häuser) waren aus Holz, ein Feuer konnte die Stadt leicht zerstören. Die erste, äußere Verteidigungslinie um die Stadt Warschau bestand aus kleineren Forts und Wällen entlang einer halbkreisförmigen Linie entlang der Dörfer-Linie Szopy durch Rakowiec, Wola nach Pulkow zum Weichsel-Ufer. Die Polen konzentrierten ihre Hauptkräfte auf fünf große Abschnitte an der Außenlinie:
- Królikarnia, Szopy (Forts 44 bis 47)
- Rakowiec (Forts 48 bis 53)
- Wola (Fort 55 bis 57)
- Parysów (Forts 61 und 62)
- Marymont (Fort 65 und 66)

Das stärkste Fort im äußeren Verteidigungsbereich sicherte die Straße nach Kalisch in der Vorstadt von Wola und war das Fort 56, das um die Kirche St. Lazarus konzentriert war, südlich davon waren zwei Forts (54 und 55) zur Unterstützung befestigt. Zwischen Rakowiec und dem Jerozolimskie Tor befand sich das Fort 73. Die zweite Verteidigungslinie befand sich 400 bis 600 Meter vor der innersten Verteidigungslinie.
Am 4. September sandte Paskiewitsch einen Gesandten in die Stadt, welche die Übergabe forderte und für die Revision der Verfassung den freien Abzug zusagte. Nur drei von zehn Mitgliedern der polnischen Kommission stimmte für weitere Verhandlungen, am 5. September wurde dem russischen Kommandant die Ablehnung des Antrages durch den Sejm überbracht.

### Beteiligte Truppenteile

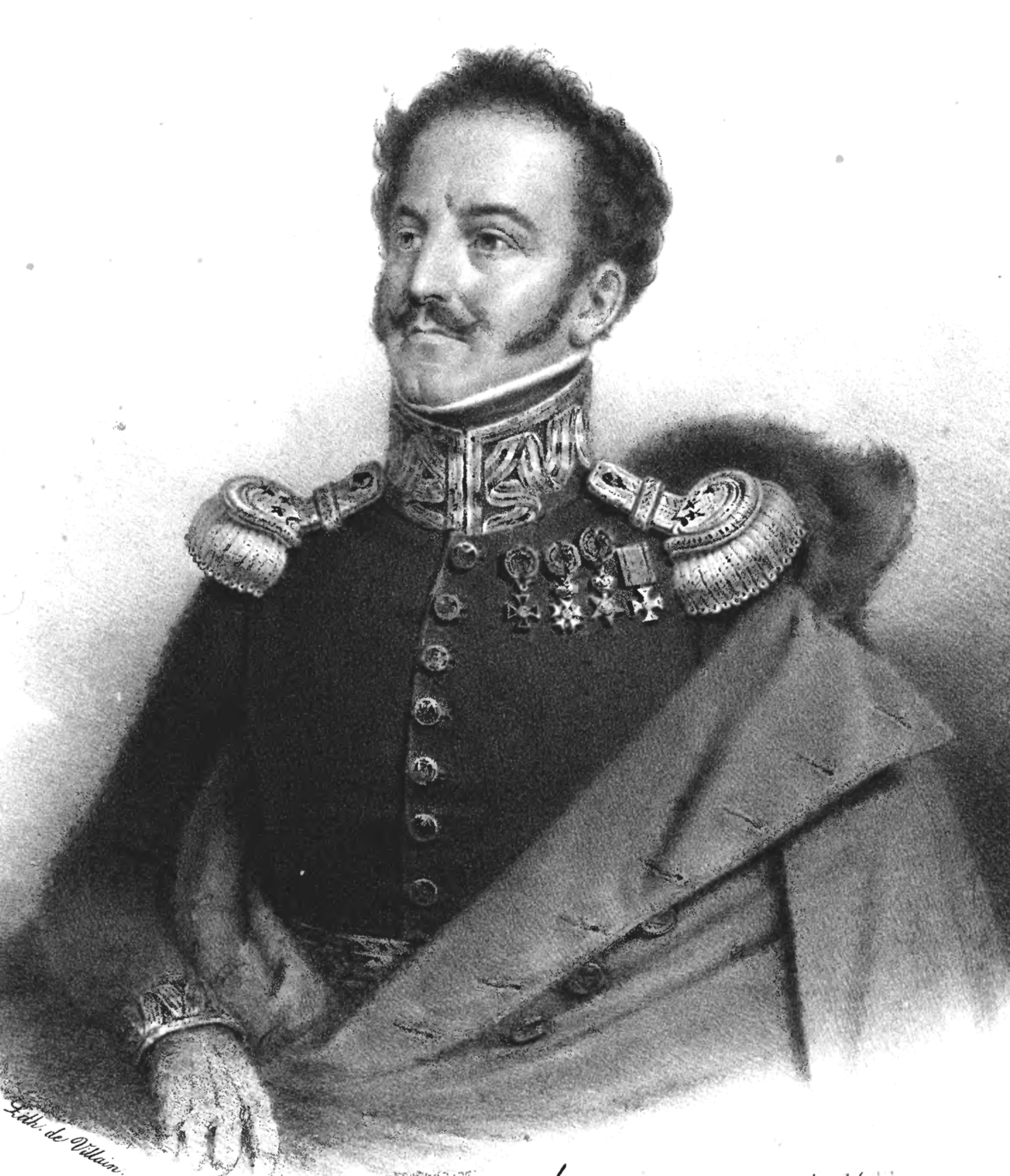
Jan Nepomuk Uminski

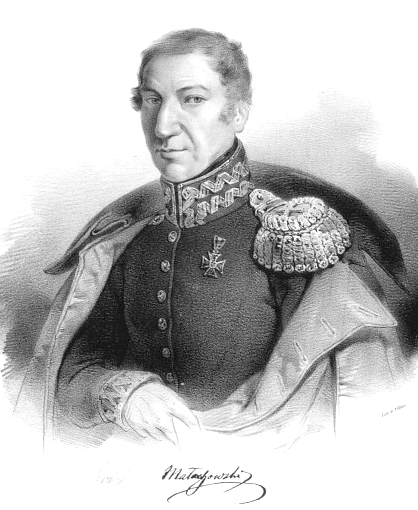
Kazimierz Małachowski

#### Polnische Armee
General Kazimierz Małachowski war Stellvertreter des Oberbefehlshabers Jan Krukowiecki, General Ignacy Prądzyński fungierte als Chef des Generalstabes. Anfang September 1831 zählte die reguläre polnische Besatzung in Warschau etwa 49 Bataillone und 40 Schwadronen mit rund 35.000 Mann, davon 31.100 Infanterie und 3800 Mann Kavallerie, dazu kamen etwa 20.000 Mann Miliz. Die Artillerie zählte 94 Feld- und 145 Festungs-Geschütze aller Art und 21 Congreve Raketen-Batterien, bemannt von 4550 Soldaten der regulären Armee und 200 Mitglieder der Gwardia Narodowa. Die Besatzung der Warschauer Verteidigung war nicht ausreichend, um alle Forts zu bemannen, einige Festungen musste daher aufgegeben werden.
- Linker Flügel: 1. Korps des General Jan Nepomuk Uminski mit 18.100 Mann Infanterie und 1400  Reiter, unterstützt durch 34 Geschütze. Diese bestanden aus der 1. und 4. Division unter Maciej Rybiński und Henryk Otto Milberg sowie der Brigade Józef Czyżewski
- Zentrum: 3. Division unter General Ludwik Bogusławski
- Rechter Flügel: 2. Reservekorps unter General Henryk Dembiński mit 11.500 Mann Infanterie und 1700 Reiter, 12 Geschütze
- Reserve unter General Józef Bem, mit 64 Geschütze

#### Russische Armee
Feldmarschall Paskiewitsch verfügte über 98 Bataillone, 130 Schwadronen und 6 Kosaken-Regimenter mit 78.500 Mann, davon 2000 Pioniere, 54.000 Mann Infanterie und 17.200 Reiter, als Generalstabschef fungierte General von Toll, Chef der Artillerie war Fürst Gortschakow. Auch die russische Artillerie war der polnischen zahlenmäßig weit überlegen, verfügte über 382 Geschütze mit einer Bedienung von 7300 Mann.
Der rechte Flügel der sich bis zur Weichsel ausdehnte, wurde durch die
- 2. leichte Division unter General Karl Gustav von Strandman eingenommen, mit 1400 Mann Infanterie und 484 Reiter (3 Bataillone, 4 Schwadronen, 6 Geschütze)
- Garde-Kavallerie-Division unter General Georgi Nostitz mit 2100 Mann Kavallerie (16 Schwadronen und 16 Geschütze)
- Division des General Nikolai Murawjow mit 3100 Mann Infanterie (7 Bataillone und 16 Geschütze)

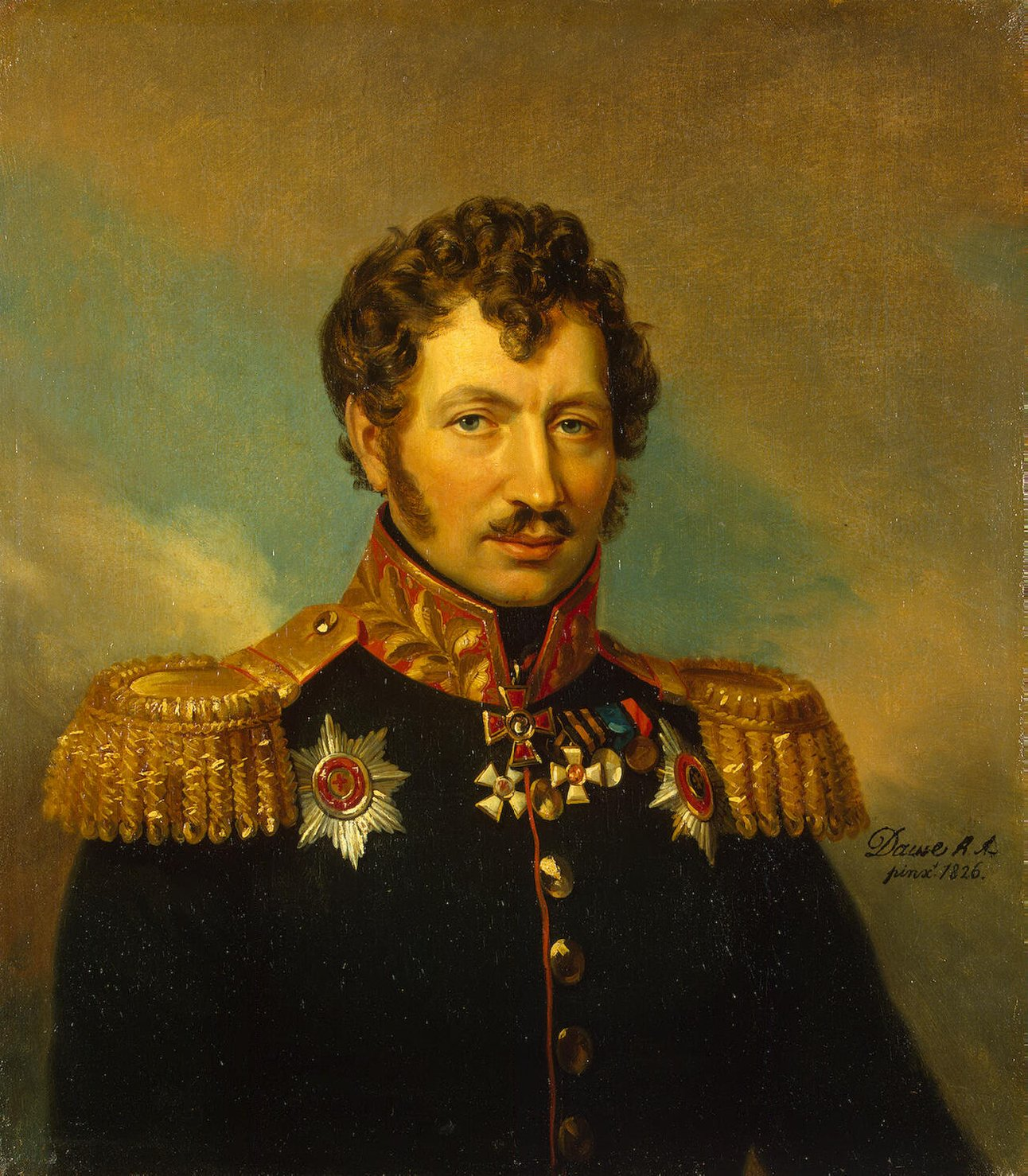
Cyprian Kreutz

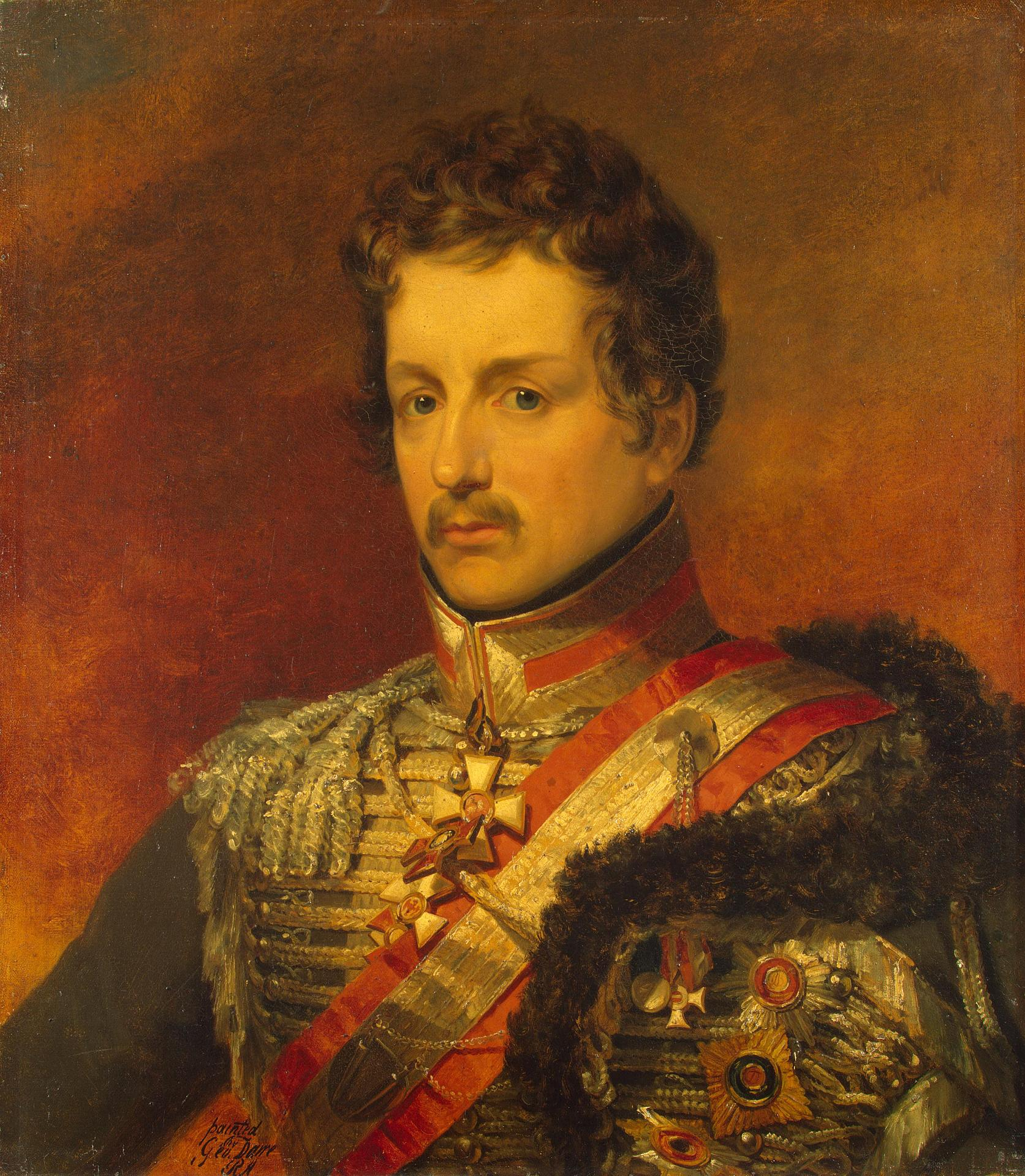
Peter von der Pahlen

II. Infanterie-Korps unter General der Kavallerie Cyprian Kreutz mit 11.200 Mann Infanterie und 2300 Reiter mit 68 Kanonen (21 Bataillone, 16 Schwadronen, 72 Geschütze)
- Infanteriedivision von Generalleutnant Nikolai Sulima (mit Brigade Liprandi, Lutowski und Martinow)
- im zweiten Treffen stand das Gardekorps unter Großfürst Michael Romanow mit 15.700 Mann Infanterie (22 Bataillone mit 56 Geschütze)

I. Infanterie-Korps unter General der Kavallerie Peter von der Pahlen mit 11.300 Infanterie, 424 Reiter (22 Bataillone und 66 Geschütze).
- Infanteriedivision unter Generalleutnant Fjodor Geismar (Kolonne des Generalleutnant Nabokow, Friedrich von Berg und Lüders)
- im zweiten Treffen stand das Grenadierkorps unter General der Infanterie Iwan Schachowski mit 11.000 Mann Infanterie (23 Bataillone und 40 Geschütze)

Den linken Flügel bis an die untere Weichsel sicherte vorwiegend Reiterei
- Kavallerie unter Generalleutnant Prinz Stepan Chilkow mit 28 Schwadronen (2240 Mann Kavallerie und 10 Kanonen)
- Kosaken-Division unter Generalmajor Anrep (847 Reiter)

Reserve
- Reserveartillerie unter Oberst Glinka (64 Geschütze)
- Kavalleriekorps unter General Iwan De Witt mit 70 Schwadronen (8500 Mann Kavallerie) und 40 Kanonen

## Die Schlacht um Warschau
Am Abend des 5. September verlegte Paskiewitsch sein Hauptquartier von Raszyn nach Włochy, die russische Armee bezog ihre Angriffspositionen an der Dörferlinie Wolica, Falenty, Dawidy und Raszyn. Die Grenadier-Division, das Kavalleriekorps und das I. Korps zogen über Szamoty näher heran, das II. Korps war bei Włochy konzentriert. Die Infanteriedivision unter General Murawjow besetzte die Felder zwischen Okęcie und Rakowiec, die Garde Kavallerie-Division rückte auf Zbarż vor, um die gelockerte Einkreisung von Warschau wieder zu festigen. Die Gardetruppen des Großfürsten wurde nach Wielkie Opacze vorgezogen. Die 2. leichte Division unter General Strandmann nahm Positionen bei Służew auf der Straße in Richtung Lublin ein, während General Chilkows Kavallerie in Richtung nach Chrzanów sicherte. Die Reserven wurden in Nadarzyn konzentriert.
Bereits vor der Schlacht erreichten die Russen auch an der Westfront Warschaus die numerische Überlegenheit. Die Streitkräfte, die Feldmarschall Paskiewitsch zum Angriff ansetzte, beliefen sich auf 69.400 Mann, davon 54.000 Mann Infanterie, 15.000 Reiter und 348 Kanonen. Das erste den Bezirk Wola zugewandte Treffen zählte 30.200 Soldaten, 152 Geschütze; das zweite Treffen war aus 39.200 Soldaten gebildet und von 196 Geschützen unterstützt.
Zwei Korps unter den Generalen Jan Umiński und Henryk Dembiński verteidigten die beiden Hauptabschnitte an der Westfront, die Korpsgrenze verlief beim Fort Nr. 56. Nachdem der russische Hauptschlag auf den weniger befestigten Abschnitt des Generals Umiński fallen würde, erhielt dieser etwa 20.000 Mann und 30 Feldgeschütze zugewiesen. Józef Bem erhielt 64 Kanonen der Reserveartillerie unterstellt, um den später am stärksten gefährdeten Abschnitt unterstützen zu können. Entgegen den Erwartungen beschlossen die Russen den am stärksten befestigten polnischen Fort-Abschnitt bei Wola anzugreifen und erst danach die kleineren Schanzen niederzukämpfen.

### Schlacht um Wola am 6. September

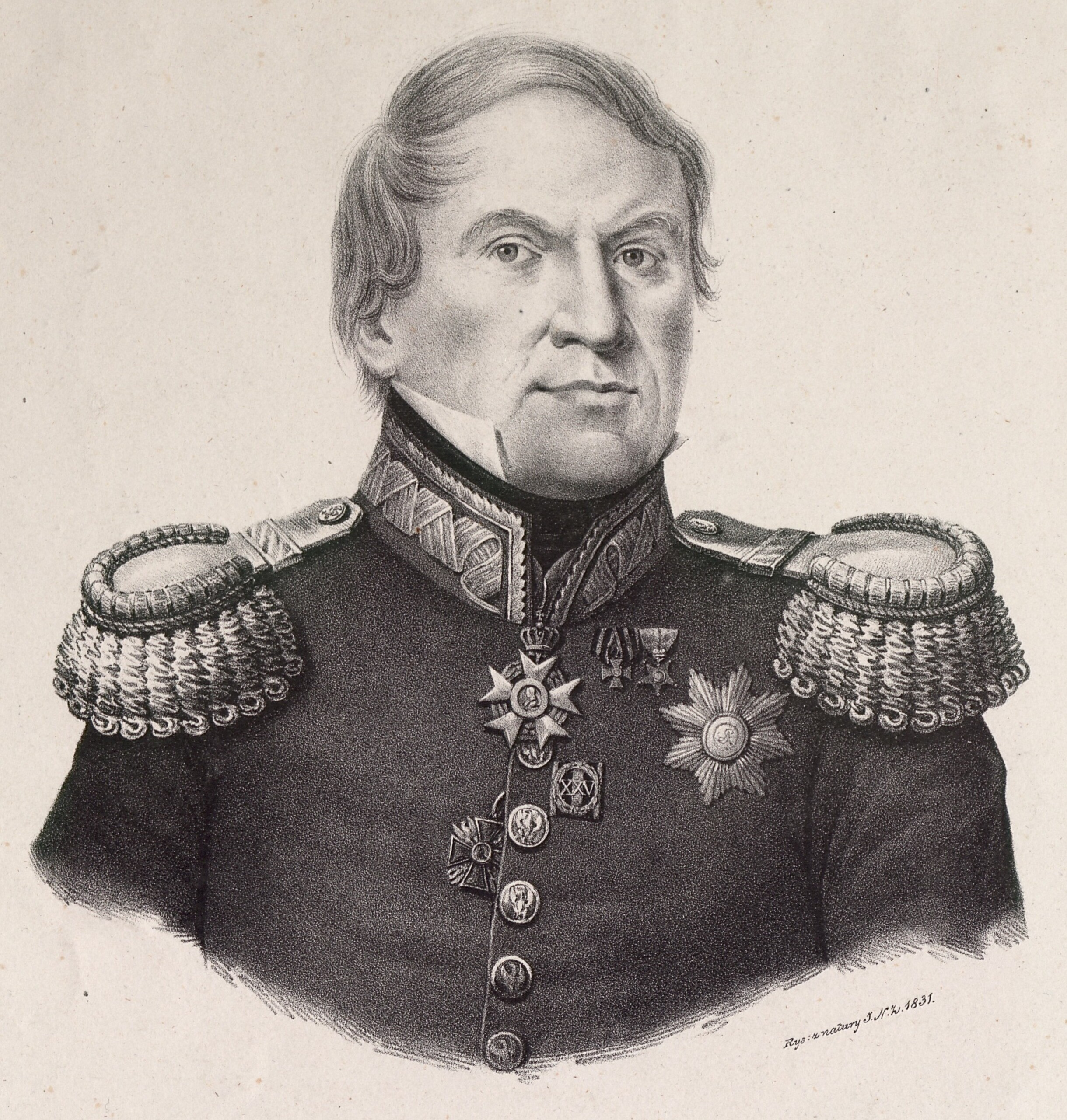
Der polnische Oberbefehlshaber Jan Krukowiecki

Das I. Korps unter General der Kavallerie von Pahlen ging um 5:00 Uhr früh auf der Kalischer Straße vor und begann den Angriff. Das II. Korps unter Baron Kreutz rückte zwischen der Krakauer- und Kalischer Straße vor und besetzte das von Uminski in Brand gesetzte Dorf Szczęśliwice. General Murawjow führte seine Grenadier-Brigade gegen die halbvollendeten Schanzen bei Rakowiec während auf dem äußersten rechten Flügel die Truppen unter General Strandman auf Mokotow vorrückten.
Starkes Geschützfeuer von polnischer Seite, zwang die russischen Kolonnen zunächst dazu anzuhalten und ihrerseits um 5:30 Uhr mit Gegenfeuer zu antworten. Mit 92 Geschütze deckte man beim I. Korps die West- und Nordfront der polnischen Verteidiger ein, 30 Geschütze des II. Korps wirkten gegen die Südfront. Um 6:00 Uhr waren bereits 108 Stücke der russischen Artillerie auf Forts 54, 55 und 57 konzentriert. Nach dem Bombardement ging die russische Infanterie um 7:30 Uhr zum Angriff vor. Zu dieser Zeit waren beim russischen II. Infanteriekorps zwei Angriffskolonnen gebildet. Die erste unter General Nikolai Sulima, rückte im ersten Treffen mit der Brigade Lutkowski (2500 Mann) gegen das Fort 54 vor. Die zweite Angriffskolonne unter General Fjodor Geismar griff Fort 55 an, dass ohne Widerstand besetzt werden konnte. Die polnischen Verteidiger von Fort 54 feuerten unaufhörlich, aber die russischen Artillerie hatte ungehindert Einsicht auf die Oberseite des Walls. Die polnische Artillerie versuchte, auf dieses Feuer sowohl von der Festung als auch von der zweiten Befestigungslinie aus zu reagieren, aber das russische Feuer verursachte schwere Verluste. Die russischen Soldaten stürmten an der Erdschanze hoch und erkletterten die Brüstung. Die zweite Kolonne des II. Korps stürmte das Fort 54 frontal, dass von zwei Kompanien des 1. Infanterie-Regiments unter Captain Franciszek Bobiński verteidigt wurde. Die Mehrheit der polnischen Besatzung wurde im Bajonett-Kampf niedergekämpft, zwischen 60 und 80 überlebende Polen wurden gefangen genommen. Bald darauf fing das polnische Pulvermagazin Feuer und explodierte. Über 100 Russen fielen, darunter der Kommandeur des 13. Regiments, Oberst Iwan Khludenjew. Auch der Kommandeur der Angriffskolonne, General Fjodor Geismar wurde schwer verwundet.
General Józef Bem machte sich um 8:00 Uhr mit 12 Kanonen auf den Weg, um Wola zu retten, brachte sie auf der Straße nach Płońsk in Stellung und nahm dann die russischen Batterien unter wirksames Feuer. Dieses Feuer erlaubte es einem Bataillon unter Major Pjotr Wysocki vom 10. Linien-Infanterieregiments kurzweilig nochmalig in Wola einzudringen. Die Russen gingen vor dem von Süden wirkenden Gegenangriff zurück und ließen 12 Kanonen unter Deckung zweier Infanterie-Bataillone zwischen der Redoute und der zweiten polnischen Verteidigungslinie zurück.
General Uminski, der Kommandeur des südlichen Sektors, konzentrierte sich ganz auf den Gefechten um Królikarnia und bemerkte nicht, dass die Besatzung Wola vorging. General Dembiński, der Kommandeur des 2. Reservekorps (5300 Infanterie, 65 Kanonen und 1100 Kavallerie) der mit der Verteidigung von Wola und des rechten Sektors der Stadt beauftragt war, hatte sofort um Verstärkungen angefragt, diese wurden ihm aber von General Krukowiecki verweigert. Gegen 8:30 Uhr stürmten dann die Kolonnen des I. Korps (unter Alexander von Lüders und Iwan Nabokow) gleichzeitig von drei Seiten nochmalig gegen die wichtige Wola-Redoute vor: vier Martinów-Bataillone aus dem Südwesten, vier Lüders-Bataillone aus dem Nordwesten und vier Bataillone des Grafen Berg aus dem Osten. Die russische Artillerie richtete ihr Feuer auf die zweite polnische Verteidigungslinie und verhinderte so, dass die Besatzung des Forts Nr. 56 entlastet werden konnte. Eine russische Kolonne brach in die Befestigungsmauern der Festung ein, wurde jedoch durch einen Angriff von der St.-Laurentius-Kirche in den Burggraben zurückgeworfen. Ähnlich erging es der Kolonne unter Lüders nach zwei polnischen Gegenangriffen. Nach weiteren Erfolgen der Truppen des Grafen Berg brach unter den polnischen Verteidigern Panik aus, Major Swiatkowski schaffte es, die Situation wieder herzustellen und die Truppen unter Lüders und Berg aus der Festung zu drängen. Trotz des Verlustes von Forts 54, 55 und 57, war der Obergeneral Krukowiecki noch davon überzeugt, dass der Angriff auf Wola eine Ablenkung wäre, und weigerte sich Dembiński zu verstärken. Dembińskis Hilferuf verhallte, die Forts 54 und 55 blieben ohne die benötigte Verstärkung.
Im südlichen Abschnitt war das Ziel des russischen Angriffes die Positionen bei Królikarnia. Kräfte unter General von Strandman nahmen Szopy und begannen das Fort 44 und 45 anzugreifen. Obwohl Strandman in klarer Überzahl war (2900 Russen gegen 1700 Polen), wurde er von den polnischen Verteidigern zurückgeworfen. Im Raum Rakowiec waren die Forts bereits Anfang September aus Mangel an Mannschaften von dem Polen aufgegeben worden und wurden von der russischen Division Murawjow kampflos besetzt. Die bei Czyste in zweiter Linie an den Werken 21, 22 und 23 in Stellung liegende Artillerie wurde von Brigadegeneral Roman Sołtyk kommandiert er ließ auf die Russen feuern, welche von Wola nach Rakowiec durchdringen konnten.
Feldmarschall Paskiewitsch, der die Wirkung des Artillerieduell beobachtet hatte, verstärkte den folgenden Angriff mit 10 frischen Infanterie-Bataillonen. General Bogusławski, Kommandant der 3. Infanteriedivision schickte dem Fort 56 aus eigenen Ermessen ein Bataillon des 10. Linien-Regiment (Oberst Peter Wysocki) als sofortige Verstärkung. Dembinski befahl einer Brigade unter General Franciszek Młokosiewicz die Bewegungen des Feindes zu stören und zusätzlich Munition ins Fort zu bringen. Bis dahin hatte die Besatzung unter Oberstleutnant Wodzyński mit 800 Mann den Angriffen unter Lüders widerstehen können. Einschließlich der Verstärkungen von Oberst Wysocki, zählte die polnische Besatzung des Forts Wola jetzt 1660 Infanteristen und 10 Geschütze. Um die Situation zu stabilisieren, befahl General Sowiński einen Gegenangriff des 8. Linien-Regiments um den Kampf am Nord-Abschnitt wiederherzustellen. Die Position der russischen Infanterie wurde zeitweilig schwierig, weil bereits 14 polnische Geschütze unter General Bem den polnischen Gegenangriff unterstützen, was die Russen unter verlustreiches Kreuzfeuer brachte. Schließlich wurde der Gegenangriff des 4. Linien-Regimentes (Oberstleutnant Kazimierz Majewski) abgeschlagen.
General Pahlen befahl weitere 2300 Mann (5. Infanterie-Regiment und Teile der sibirischen Grenadier-Brigade) um auch von der anderen Seite anzugreifen. Die vereinten Truppen unter Lüders, Martinow und Friedrich von Berg stürmen erneut mit 6000 Mann, etwa 70 Geschütze unterstützten das Vorgehen. Gleichzeitig sollten von Süden her, weitere 7 Bataillone (etwa 3400 Mann) gegen den zentralen und östlichen Flügel der Redoute vorgehen. Der nördliche Angriffskeil der Russen geriet ins Stocken, General Martinow wurde schwer verwundet. Das sibirische Regiment drang aber in das Fort ein und zwang die Besatzung von General Sowiński zum Rückzug. Zusammen mit den bereits am Angriff beteiligten Einheiten konnten die russischen Truppen um 10:30 Uhr in die innere Festungslinie von Wola eindringen. Bis 11.30 Uhr waren die meisten Verteidiger gefallen oder verwundet, einschließlich des Artilleriekommandeur des Forts, Hauptmann Krzywicki. General Jozef Sowiński, umgeben von einer Handvoll polnischer Soldaten, fiel im Kampf. Auch Major Peter Wysocki wurde verwundet und wurde mit einem ausgerenkten Bein zusammen mit 30 Offizieren und etwa 1200 Mann gefangen. Die Russen griffen auch die zweite polnische Linie an und durchbrachen sie an mehreren Stellen. Mehrere kleinere russische Stoßgruppen versuchten in die Holzhäusern im Stadtteil Wola einzudringen, wurden aber schnell umzingelt und niedergekämpft. Auf russischer Seite wurden etwa 1000 Mann bei der Erstürmung des Forts getötet. Die polnischen Verluste betrugen etwa 900 Tote und Verwundete, weitere 1230 Soldaten und Offiziere wurden gefangen genommen. 500 Soldaten gelang es die polnischen Linien zu erreichen. Die Einnahme der Festungswerke von Wola durch die Russen verursachte bei den Polen einen Schock und löste einen Gegenangriff aus.
Um 13.00 Uhr wollte Małachowski noch einen Gegenangriff auf Fort 56 wagen, aber seine Befehle wurden vom Oberbefehlshaber Krukowiecki außer Kraft gesetzt, der befürchtete, dass die Russen weiter im Süden in der Nähe des Jerozolimskie Tors angreifen würden und hielt dafür seine Reserven zusammen. Bis 14.00 Uhr hatte General Bem seine ganze Artillerie-Reserve mit 64 Geschütze auf der schmalen Front bei Forts 21, 22 und 23 versammelt und begann auf die Geschütze und Infanterie des russischen Infanteriekorps zu feuern. Das nachfolgende Artilleriefeuer hielt die Kräfte des russischen I. und II. Korps auf Distanz und zwang diese schließlich ihre Angriffe aufzugeben und hinter die vormittags gewonnenen Wälle zurückzugehen. Mehrmalig hatte die russische Kavallerie unter General Chilkow eingegriffen, um die polnischen Artilleriestellungen zu stürmen, musste sich aber schließlich bis Górce zurückziehen. Die Hälfte der russischen Artillerie führte bis etwa 17:00 Uhr ein intensives Artillerieduell mit den Polen, während die andere Hälfte den Beschuss der Vorstadt von Wola und der polnischen Positionen hinter der zweiten Verteidigungslinie durchführte. In dieser Zeit drangen russische Truppen am südlichen Abschnitt in die Dörfer Szopy und Rakowiec ein, General Umiński musste seine Truppen auf die innere Linie zurücknehmen. Der polnische Gegenangriff auf Szopy den General Milberg führte, war erfolgreich und die Russen mussten bis nach Służewiec zurückgehen, während der andere Angriff bei Rakowiec im Feuer der russischen Artillerie zusammenbrach. Diese Ereignisse bildeten das Ende der Feindseligkeiten des 6. September, die Russen befestigten ihre neue Positionen.
Paskewitsch hielt umgehend einen Kriegsrat mit seinen Generälen ab. Er hatte noch 25.000 Mann frische Truppen zur Hand, aber die Dämmerung stand kurz bevor und er wusste, dass nach Einbruch der Dunkelheit übermäßige Verluste eintreten würden. Sein Stabschef Karl Wilhelm von Toll und viele andere Generäle bestanden darauf, dass der Angriff auf Wola noch am gleichen Tag ohne Rücksicht auf Verluste zum Ende gebracht werden sollte. Paskewitsch blieb aber skeptisch, er rechnete mit einem polnischen Gegenangriff aus dem Raum Czyste, um Wola zurückzunehmen und entschloss sich die nötigen Angriffe auf nächsten Tag zu verschieben.
Paskewitsch sandte einen Gesandten wegen eines Waffenstillstands nach Warschau, die schnell zusammengetretene Sitzung des Sejm lehnte sein Angebot jedoch ab. General John Krukowiecki, der Präsident der nationalen Regierung begann noch am Abend ohne die Genehmigung des Parlaments eigenmächtig Verhandlungen einzuleiten und schickte Ignacy Prądzyński ab, der um 3:00 Uhr im russischen Lager erschien und auf eine zweistündige Waffenruhe einging.

### Der Generalsturm am 7. September

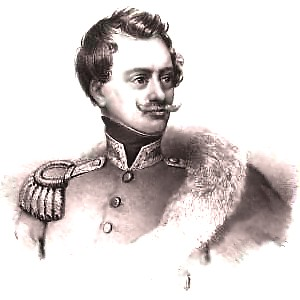
Ignacy Prądzyński

Am 7. September um 9 Uhr vormittags traf Paskewitsch in der Wolska-Taverne auch mit Jan Krukowiecki zusammen. Paskewitsch und Großfürst Michael bestanden auf die Aufhebung der Unabhängigkeit Polens und boten eine Generalamnestie im Austausch für den Widerruf der Absetzung des Zaren, der Waffenstillstand sollte bis 13.00 Uhr verlängert werden, um die Verhandlungen fortsetzen zu können. Paskewitsch forderte die bedingungslose Kapitulation von Warschau, die polnische Armee sollte dann in Płock entwaffnet werden. Der polnische Kommandant ging nach Warschau zurück um den Sejm das Angebot vorzulegen. Dieser trat noch vor Mittag zusammen, Krukowieckis Maßnahmen wurden verworfen, die von Paskiewitsch angebotene Amnestie abgelehnt und die Verhandlungen ausgesetzt. Die Verhandlungen wurden heftig geführt, Krukowieckis eigenmächtige Verhandlungen wurden von der Mehrheit als Verrat ausgelegt.
Paskiewitsch wartete vergeblich auf die Antwort zur Waffenruhe, die vorangegangene Nacht war bereits sehr kalt gewesen, die russischen Soldaten hatten keine Winterkleidung und biwakierten auf freiem Feld und die Stimmung schien gesunken. Trotzdem wurde die Bombardierung der polnischen Stellungen für 13:30 befohlen: 132 russische Kanonen und vier Mörser, darunter 94 Geschütze des Artilleriekorps unter Prinz Gortschakow eröffneten das Feuer. Das II. Infanteriekorps wurde gegen die Forts bei Czyste (Schanzen Nr. 21 und 22) während das I. Infanteriekorps weiter nördlich gegen die Schanzen Nr. 23 und 24 angreifen sollte. General Pahlen führte 18 Bataillone und 4 Schwadronen rechts der Straße nach Kalisch vor, rechts davon marschierte General Kreutz mit 16 Bataillonen unter General Murawjow bis zum Raum hinter dem Dorfe Rakowiec auf. Als Reserve fungierten 20 Bataillone unter dem Fürsten Schachowski die hinter Wola konzentrierten. Zwischen der Mühle bei Czyste bis zum Jerozolimskie Tor fuhren 60 Geschütze auf, weiter links von dieser Barriere weitere 30 Feldgeschütze.
Der Infanterie-Angriff der Russen, der nachmittags um 14:00 Uhr anlief, wurde zwischen der Wolaer Vorstadt und dem Dorf Czyste konzentriert. Fünf polnische Batterien verteidigen die Zugänge zu beiden Vororten. Aus der russischen Grenadier-Brigade (1700 Mann und 16 Geschütze), Kürassier-Brigade (1300 Reiter und 16 Geschütze), das Garde-Ulanen-Regiment (392 Reiter) und drei Reiterregimenter (etwa 1700 Reiter 16 Geschütze) wurden zwei Kolonnen gebildet. Die linke Kolonne wurde gegen Fort 72 angesetzt, unter Oberst Nikolai Lukasch setzte sich aus den Infanterieregimentern Luzk und Samogitien (1990 Mann), sowie als Reserve das finnische Garde-Regiment (1374 Mann) zusammen. Die rechte Kolonne sollte Fort 72 stürmen und wurde von Oberst Roth befohlen und setzte sich aus Nieswiezer Regiment (1278 Mann), dem 4. Jäger-Regiment (900 Mann), Garde-Schützenregiment (1350 Mann) und die finnländischen Schützen (142 Mann) in Reserve. Als die Russen begannen drei Angriffskolonne zu formieren, glaubten die Polen unter Uminski, dass der Hauptschlag gegen den Schlag am Jerozolimskie Tor gerichtet würde. Uminski verstärkte diesen Bereich mit seinen Reserven, darunter fast die gesamte 4. Infanteriedivision, die 2. Kavalleriedivision (1300 Mann) wurde näher an Czyste herangeführt. Die Abwehrpläne der Polen blieben gegenüber dem Vortag fast unverändert, nur die Schanze Nr. 59 wurde aufgegeben, die Positionen bei Czyste und im Raum des Jerozolimskie Tor wurden verstärkt. Die Generale Małachowski und Dembiński sollten gegen die Flanke der Russen mit 3500 Mann Infanterie, 800 Reiter und 10 Geschütze bei Wola angreifen. Oberst Paweł Muchowski versammelte seine Angriffstruppen vor der Schanze Nr. 62 und Mlociny. Die polnische Division Milberg und sämtliche Reiterei konzentrierten vor den Befestigungen des Jerusalemer Walles. Nachdem klar wurde, dass die Russen weiter im Süden angreifen würden, wurde der Plan abgeblasen und der westliche Sektor wieder zur Verteidigung vorbereitet. Die Polen verfügten gegenüber dem neuen Angriffs-Abschnitt über 79 Feldgeschütze und 10 Raketenwerfer.

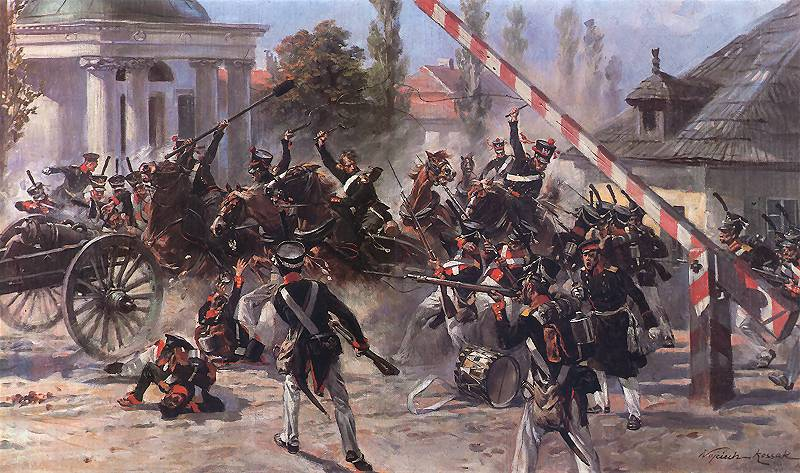
Die Polnische Brigade Jablonowski verteidigt das Jerozolimskie Tor

Graf Paskewitsch hatte sich bei Wola an die vordere Kampflinie begeben, in der Nähe der Schanze Nr. 54. gleich zu Beginn des Angriffs wurde sein linker Arm durch Streifschuss aufgerissen. Der Feldmarschall ließ sich verbinden, verließ das Schlachtfeld aber nicht sofort. Er begab sich aus zurück zum Grenadierkorps und übergab dort dem Chef des Generalstabes Graf von der Toll die Schlachtführung.
Graf von der Toll wollte die Angriffskolonnen unter Pahlen und Kreutz noch vor 15:00 Uhr in Bewegung setzen, Paskiewitsch befahl aber die Artillerie noch bis 16:00 Uhr feuern zu lassen. Weil das Ende des Tages nahte, befahl von Toll einen Generalangriff sowohl gegen die westliche und südliche Front von Warschau schon vorher anzusetzen. Es gab keine Zeit mehr für eine angemessene Vorbereitung durch die Artillerie, Toll wollte ähnlich wie am Vortag die Verteidiger durch die numerische Überlegenheit überwältigen und nahm erhöhte Verluste durch die polnische Artillerie in Kauf. Um die polnische Artillerie bei Czyste abzulenken und die russischen Kolonnen beim Angriff auf Fort 21 und 22 zu entlasten, sollten Murawjows Truppen den Angriff auf das Jerozolimskie Tor führen. Murawjow richtete mit seiner Division einen Scheinangriff gegen das Jerusalemer Tor aus und ließ dafür zwei Kolonnen vorrücken. Die erste wurde anfangs von der polnischen Division Milberg angewiesen; als diese aber Verstärkung erhielten, wurden die Polen bis hinter die Ziegelei am Jerusalemer Schlag zurückgeworfen. Die zweite russische Kolonne Murawjows folgte die Polen zur Schanze 15, wurde von 25 Bataillone und 12 Schwadronen umringt und von der leichten Gardereiterei freigekämpft, dann jedoch durch das polnische Kartätschen-Feuer zurückgewiesen. Auf der Südfront griffen die Jäger unter Generalmajor Strandman wieder in Richtung Królikarnia an um den Druck auf die anderen Abschnitten zu schwächen. Die linke Kolonne hatte erhebliche Verluste, erreichte aber Fort 74, wo polnische Verstärkungen dem Kommandeur dieses Sektors, General Antoni Wroniecki rechtzeitig verstärkten. Die russischen Angreifer kollidierten im Inneren der Festung auf etwa 850 Polen. Gleichzeitig rückte eine starke polnische Kolonne auf der Mokotower Straße vor, um den rechten Flügel der Russen zu bedrohen. Von der russischen Reiterei angegriffen, wurde diese schnell gegen die Mokotower Schanzen zurückgedrängt, behauptete sich dort jedoch später gegen alle russischen Angriffe. Nach einer halben Stunde stürmten die Russen endlich die Wälle von Fort 74 und kämpften die polnische Garnison nieder. Inzwischen hatte sich die rechte russische Kolonne dem Fort 72 genähert, wurde aber auch zurückgeschlagen und durch polnische Kavallerie bedrängt. Die Russen bildeten dagegen vergeblich mehrere Infanterie-Karrees und wurde von der polnischen Reiterei zurückgeworfen. Um die russische Infanterie zu entlasten, sandte Graf Nostitz seine Reiter-Reserve unter Oberst Georg von Saß in den Kampf.
Obwohl die Polen auch die Reiterei unter Saß abweisen konnte, verursachten die russischen Erfolge am Hauptabschnitt bald Panik. Die Besatzung von Fort 72 hatte bereits die dortigen Kanonen aufgegeben und kämpfte sich auf das Fort 73 zurück. Die Besatzung von Fort 73 unter ihrem Kommandeur, Oberst Przedpelski, befahl den durch die russische Artillerie zerschlagenen Hauptwall zu verlassen und dahinter neue Positionen einzunehmen. Dies ermöglichte den russischen Infanteriekolonen das Fort 72 und das befestigte Karczma Czerwona zu nehmen und ohne Widerstand weiter auf Fort 73 vorzurücken. Die folgende Panik in den polnischen Reihen, überzeugte Murawjow seinen Angriff sogleich mit frischen Kräften zu erneuern.
Bis 16.45 Uhr wurden die Reserve-Batterien von Józef Bem im inneren Angriffsfeld frei und konnten sich am Feuer gegen die große russische Batterie beteiligen, welche Fürst Gortschakow gegen die innere zweite Linie der Polen ausgerichtet hatte. General Murawjow, durch einige Garderegimenter verstärkt, erneuert seine Angriffe auf den Jerusalemer Schlag, fand jedoch den hartnäckigsten Widerstand, bis die Polen, auch in der rechten Flanke gedrängt, sich zurückziehen mussten. Schließlich rückten zwei Kolonnen des Korps Kreutz um 17:00 Uhr gegen Forts 21 und 22 vor. Berittene russische Artillerie eröffnete 200 Schritt vor Fort 22 die Verteidiger im Nahbereich einzudecken. Eine russische Sturmkolonne eroberte Fort 22, eine zweite drang in das Werk Nr. 23 ein, am Ende des Kampfes wurde die ganze Besatzung niedergemacht.
Krukowiecki sah die Kämpfe endgültig verloren und sandte Prądzyński um 17:00 Uhr erneut ins russische Hauptquartier, der von Großfürsten Michael Pawlowitsch begrüßt wurde, nachdem Paskewitsch kurz zuvor verwundet worden war. Großfürst Michael erklärte sich noch immer bereit, der polnischen Armee freie Abzug nach Modlin und Płock zu gewähren, eine Amnestie für alle Kämpfer des Aufstands zu erstatten sowie die Gefangenen auszutauschen. Die umkämpften Warschauer Forts wechselten derweil öfters den Besitzen, am Ende der Kämpfe verblieben die meisten in den Händen der Russen. Erst um Mitternacht hört das Feuer auf, nachdem der polnische Obergeneral Krukowiecki, obwohl vom Sejm seines Amtes entsetzt, eine Kapitulation abschloss, welche die Stadt, die Brücke und die Befestigungen von Praga, nebst sämtlichen Belagerungsgeschützen in die Hände der Russen übergab. Gegen Mitternacht kam der russische Verhandler Graf von Berg nach Warschau um das Ultimatum zwischen Paskewitsch und Krukowiecki zu unterzeichnen.

### Die Übergabe der Stadt am 8. September
Nach Prądzyński Rückkehr bekam der liberalere Flügel im Sejm die temporäre Mehrheit. Das russische Ultimatum verlangte, dass Warschau sofort übergeben werden, zusammen mit der Brücke und dem Vorort Praga, ansonsten wurde mit der kompletten Zerstörung der Stadt gedroht. Nach einer hitzigen Debatte beschlossen die neuen polnischen Behörden die Bedingungen der Waffenruhe einzuhalten. Krukowiecki wurde endgültig aus seinem Amt verdrängt und durch Bonawentura Niemojowski als Regierungschef ersetzt, General Małachowski wurde Oberbefehlshaber. Viele Soldaten, darunter hochrangige Offiziere, beschlossen in der Stadt zu bleiben und dort ihre Waffen niederlegen. Bis zu 5000 Soldaten blieben in Warschau, darunter die Generäle Krukowiecki, Małachowski, Chrzanowski und Prądzyński. Die Lebensmittelgeschäfte wurden geöffnet, und ihr Inhalt vor dem russischen Einzug unter den Zivilisten verteilt. Am Morgen des 8. September rückte die russische Garde in die Stadt ein, Paskewitsch schrieb an den Zaren: „Warschau liegt zu Füßen Ihrer Majestät.“
Der Verlust der Polen bei den zweitägigen Kämpfen wurde auf etwa 4500 Mann geschätzt; doch führten die Russen in ihren Berichten alleine 4000 Gefangene auf. Andere Quellen geben die gesamten polnischen Opfer auf 3800 Mann für den ersten Schlachttag und 6000 Soldaten für den zweiten Tag der Schlacht an. Später wurde die Zahl der polnischen Verluste in den Depeschen der russischen Armee auf 139 Offiziere und 7745 Unteroffiziere und Soldaten festgelegt. Insgesamt verlor die polnische Armee bis zum 12. September 16.000 Soldaten, diese Zahl beinhaltet alle Deserteure in der Zeit unmittelbar nach der Schlacht.
Der Verlust der Russen an Toten und Verwundeten soll zwischen 10.000 und 12.000 Mann betragen haben. Nach der Schlacht mussten zudem 7000 verwundete russische Soldaten in der Stadt und 5000 Mann in Lazaretten außerhalb der Stadt versorgt werden. Zum Zeitpunkt der Kapitulation, hielten die Polen noch mindestens 3000 russische Kriegsgefangene in Warschau; die Russen hatten ihrerseits 2590 Polen in Händen. Der polnische Historiker Tomasz Strzeżek stellte in seiner 1998 herausgebrachten Monographie über die Schlacht fest, dass die russischen Verluste 10.559 Tote, darunter zwei Generäle, 16 Obristen, 47 Offiziere und 1767 Unteroffiziere sowie 1182 Soldaten Vermisste betragen haben sollen.

## Folgen

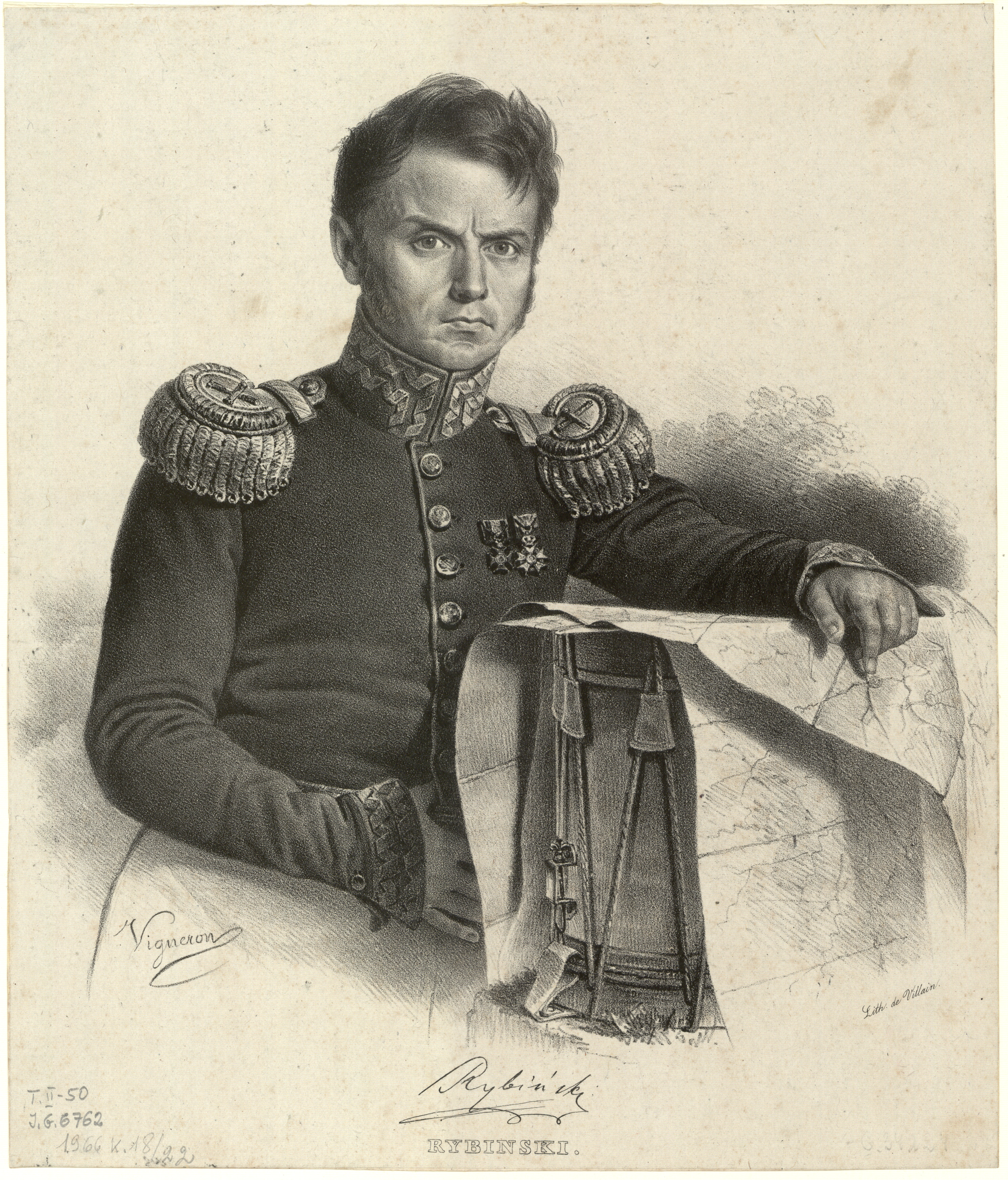
Maciej Rybiński

Die polnische Armee zog mit noch etwa 32.000 Soldaten und 91 Kanonen über die Weichsel nach Norden in Richtung der Festung Modlin ab. Auch der Sejm und Senat samt vieler Zivilisten verließen die Stadt „in grimmigem Schweigen“. Obwohl keine Lieferungen an Nachschub und Munition aus Warschau ankamen, war die Festung Modlin für eine lange Belagerung vorbereitet. Die Magazine enthielten noch über 25.000 Kanonenkugeln, fast 900.000 Musketen und genügend Mittel um eine mehrere Monate lange Belagerung auszuhalten. Auch der finanzielle Etat der polnischen Regierung enthielt noch mehr als 6,5 Millionen Złoty.
General Malachowski hatte sich am 9. September in Modlin entschlossen, den Oberbefehl niederzulegen. Die Nationalregierung wählte darauf General Rybinski, dieser bot in Beisein des Präsidenten Niemojowski das oberste Kommando dem General Bem an, der ebenfalls ablehnte. Als Malachowski versicherte, dass er dem General Ramorino den bestimmten Befehl erteilt habe, sich auf der Straße nach Kamienczyk mit der Hauptarmee zu vereinigen, nahm Rybinski den Oberbefehl endlich an. Als Paskewitsch erfuhr, dass die polnische Armee die geforderte Waffenstreckung abgelehnt hatte, schickte er den Grafen von Berg zu Verhandlungen nach Modlin, um den Truppen unter Rosen und Rüdiger Zeit zu geben, die Kämpfe mit den Polen unter Ramorino und Roschnetski siegreich zu beenden. Am 13. September zeigte sich eine russische Kolonne bei Nowydwor (Modlin), eine weitere unter General Doktorow bei Nasielsk. Sobald der neue Generalissimus von dieser Bewegung erfahren hatte, sandte er das Korps des Generals Uminski mit der Division Milberg gegen Sierok, eine andere Division unter General Walenty Andrychiewicz gegen die Wkra, in die Nähe von Borkowo, und die Kavallerie gegen Popielzyn. Diese Dispositionen allein zwangen das polnische Korps sich eilig über Pultusk nach Ostrolenka zurückzuziehen, wobei nur in Makow ein Infanterie-Regiment nebst einigen Eskadronen Kavallerie zurückgelassen wurde. Die Rückzugskämpfe der Polen endeten zumeist Anfang Oktober durch Grenzübergänge nach Preußen und Galizien.
Feldmarschall Paskewitsch wurde vom Zaren zum Fürsten von Warschau erhoben und zum Statthalter von Polen ernannt und vollzog am 26. Februar 1832 das Organische Statut, das Polen mit Russland vereinigte.